# Dagö (Band)
Dagö ist eine Ethno-Folk-Band aus Tallinn, Estland.

## Geschichte und Bedeutung
Die Band wurde 1998 von Lauri Saatpalu, Peeter Rebane und Tiit Kikas gegründet. Im Jahr 2000 wurde das erste Album mit dem Titel Dagö produziert (Label Hyperrecords). Für dieses Album erhielt die Gruppe in Estland den Preis für das beste Ethno-Folk-Album des Jahres 2000. Toomas Rull (Schlagzeug) und Raul Vaigla (Bass) ergänzten die Band.
2001 gewann Dagö den Hauptpreis des Lühima öö improvisatsioonifestival (Mittsommernachts-Improvisationsfestival) in Pärnu und trat als Vorband von Jethro Tull in Tallinn auf. 2002 verlässt das Gründungsmitglied Tiit Kikas die Gruppe. Produzent und Musiker Kristo Kotkas wird neues Mitglied der Band, bleibt aber im Hintergrund und tritt bei Konzerten nicht auf. Im selben Jahr veröffentlichte Dagö das zweite Album Toiduklubi (Essensclub). Taavi Kerikmäe (Keyboard) wurde neues Band-Mitglied.
2003 ging Dagö mit Ultima Thule auf Tournee und produzierte das dritte Album Hiired Tuules (Mäuse im Wind). Für dieses Album erhielt die Band in Estland den Preis zum besten Ethno-Folk Album des Jahres 2003. Der Schlagzeuger Petteri Hasa ergänzte die Band. 2004 tourte Dagö mit der Band Singer Vinger durch Estland und erhielt den Preis für die beste Ethno-Folk-Band des Jahres in Estland. 2006 wurde das vierte Album Joonistatud mees (Der Bilderbuch-Mann) veröffentlicht. 2008 erschien das Album Möödakarvapai.
Im Herbst des Jahres 2008 verkündete die Band auf ihrer Homepage, dass es zu einer langen Pause kommen werde. In einem Interview mit dem Radiosender Raadio Uuno wurde diese Pause als endgültige Trennung deutlich. Die letzten Konzerte der Band fanden im November 2008 statt.
Aufgrund ihrer anspruchsvollen Texte ist die Band besonders bei Studenten und Intellektuellen sehr beliebt.

## Diskografie

### Alben
- 2000: Dagö
- 2002: The Food Club
- 2003: The Mice in the Wind
- 2006: The Picture Perfect Man
- 2008: A Smoothing Caress
- 2011: Plan Delta

### Singles
- 2000: Dagö
- 2002: Toiduklubi
- 2003: Hiired tuules
- 2006: Joonistatud mees
- 2008: Möödakarvapai
- 2011: Plaan Delta